# Hervé Piccirillo
Hervé Piccirillo (Martigues, 6 maart 1967) is een Frans voormalig voetbalscheidsrechter. Hij was in dienst van FIFA en UEFA tussen 2005 en 2012. Ook leidde hij wedstrijden in de Ligue 1.
Op 6 augustus 1999 leidde Piccirillo zijn eerste wedstrijd in de Franse nationale competitie. Tijdens het duel tussen CS Sedan en AS Nancy (3–1 voor de thuisploeg) trok de leidsman tweemaal de gele kaart. In Europees verband debuteerde hij tijdens een wedstrijd tussen Lazio en Tampere United in de UEFA Intertoto Cup; het eindigde in 3–0 voor de Italianen en Piccirillo trok tweemaal een gele kaart. Zijn eerste interland floot hij op 12 februari 2003, toen Marokko met 1–0 won van Senegal door een doelpunt van Abdelilah Saber. Piccirillo hield tijdens deze wedstrijd zijn kaarten op zak.

## Interlands
| Datum            | Plaats                  | Wedstrijd                        | Uitslag | Competitie        | Kreeg geel | Kreeg voor de tweede keer geel en dus rood | Weggestuurd |
| ---------------- | ----------------------- | -------------------------------- | ------- | ----------------- | ---------- | ------------------------------------------ | ----------- |
| 12 februari 2003 | Parijs, Frankrijk       | Marokko – Senegal                | 1 – 0   | Vriendschappelijk | 5          | 0                                          | 0           |
| 7 oktober 2006   | Chisinau, Moldavië      | Moldavië – Bosnië en Herzegovina | 2 – 2   | Vriendschappelijk | 5          | 0                                          | 0           |
| 6 februari 2007  | La Courneuve, Frankrijk | Mali – Litouwen                  | 3 – 1   | Vriendschappelijk | 0          | 0                                          | 0           |
| 14 november 2009 | Gent, België            | België – Hongarije               | 3 – 0   | Vriendschappelijk | 4          | 0                                          | 0           |
| 5 juni 2010      | Lancy, Zwitserland      | Zwitserland – Italië             | 1 – 1   | Vriendschappelijk | 4          | 0                                          | 0           |